# Ambohitra
Ambohitra znana i po svom francuskom nazivu Joffreville, grad na sjeverozapadu Madagaskara s 5 000 stanovnika u Provinciji Antsiranana i Regiji Diana. Upravno je središte Distinkta Antsiranana II. Nalazi se 25 km južno od provincijskog središta Antsiranane. 
Grad je danas poznat kao polazni grad za ulaz u Nacionalni park Montagne d'Ambre/Ambohitra.

## Povijest
Ambohitru je 1903. godine osnovao, kao središte lokalne uprave i mjesto za odmor kolonijalnih časnika, francuski pukovnik Joseph Joffre po kojem je dugo nosila ime. Tad su izgrađene prve veće građevine u mjestu, tj. zgrade uprave, škola, ambulanta itd.

## Geografska i klimatska obilježja
Ambohitra leži na sjevernim obroncima istoimenog masiva (1 475), 25 km jugozapadno od provincijskog središta Antsiranane i mora. Gradić ima umjerenu tropsku klimu s prosječnom temperaturom od 28°C.

## Gospodarstvo i promet
Ambohitra je udaljena 1 076 km od glavnog grada Antananariva, s kojim je povezana državnim cestama br. 7. i 4 preko Antsiranane. U gradu je većina djelatnosti vezana uz proizvodnju azijske trešnje liči, banana i povrća. 
Većina stanovnika (90%) bavi se poljoprivredom, 8% bavi se stočarstvom, dok je u industriji, upravi i uslužnom sektoru zaposleno 2% stanovnika.
Na udaljenosti od desetak kilometaram u pravcu juga nalazi se Nacionalni park Montagne d'Ambre/Ambohitra, s brojnim ugaslim vulkanskim kraterima, planinarskim jezerima i slapovima.

## Vanjske poveznice
- Visit Joffreville Ambohitra, na portalu Nord Audley Travel